# Styringomyia scalaris
Styringomyia scalaris är en tvåvingeart som beskrevs av Alexander 1962. Styringomyia scalaris ingår i släktet Styringomyia och familjen småharkrankar. Inga underarter finns listade i Catalogue of Life.